# Lutherkirche (Plauen)

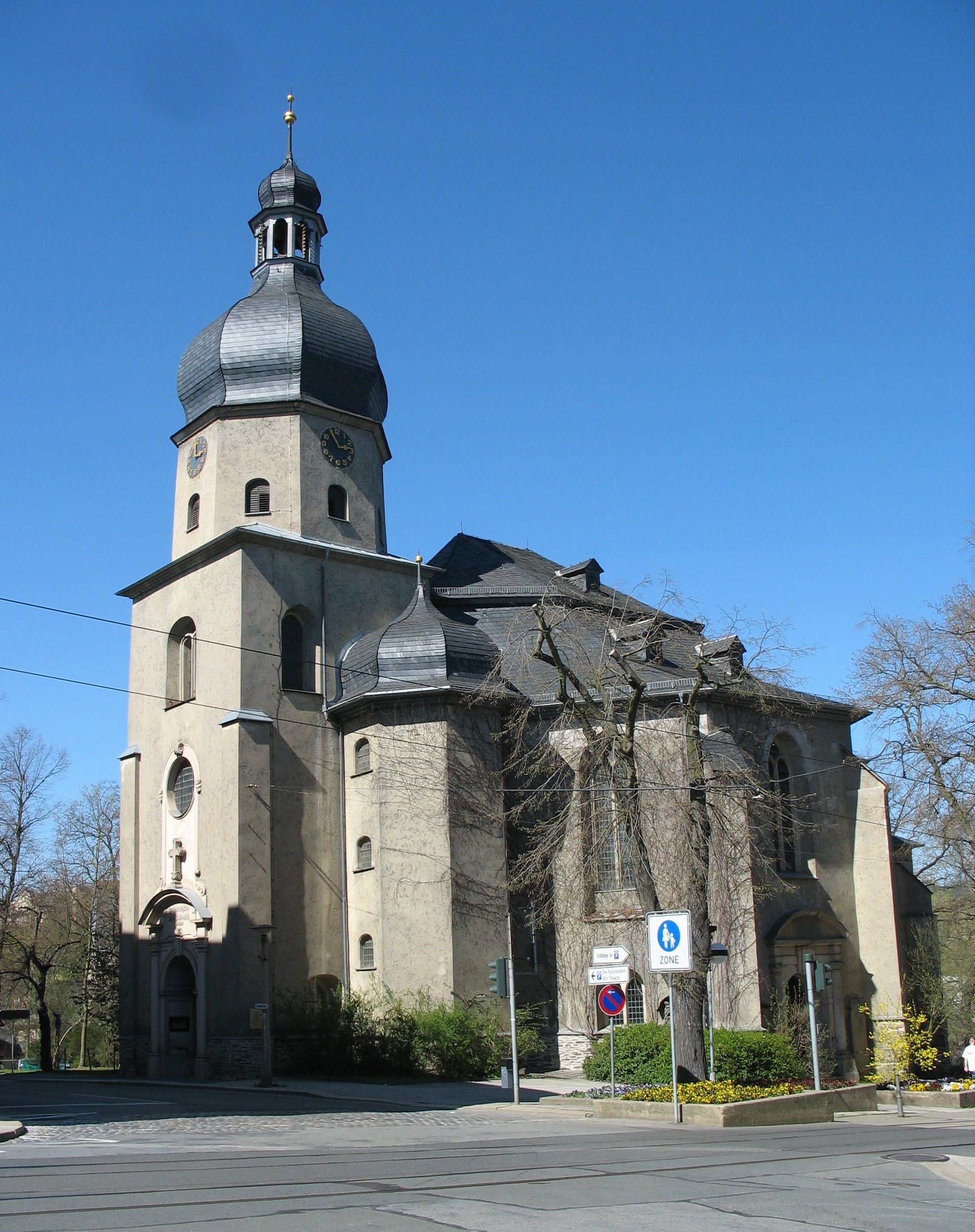
Lutherkirche in Plauen (2007)

Die evangelische Lutherkirche in Plauen/Vogtland wurde zwischen 1693 und 1722 erbaut und ist eine der ältesten barocken Zentralkirchen im Freistaat Sachsen. Ihren heutigen Namen erhielt sie im Lutherjahr 1883. Im Inneren der Kirche sind ein Flügelaltar aus dem 15. Jahrhundert und ein gotischer Chorraum zu finden.

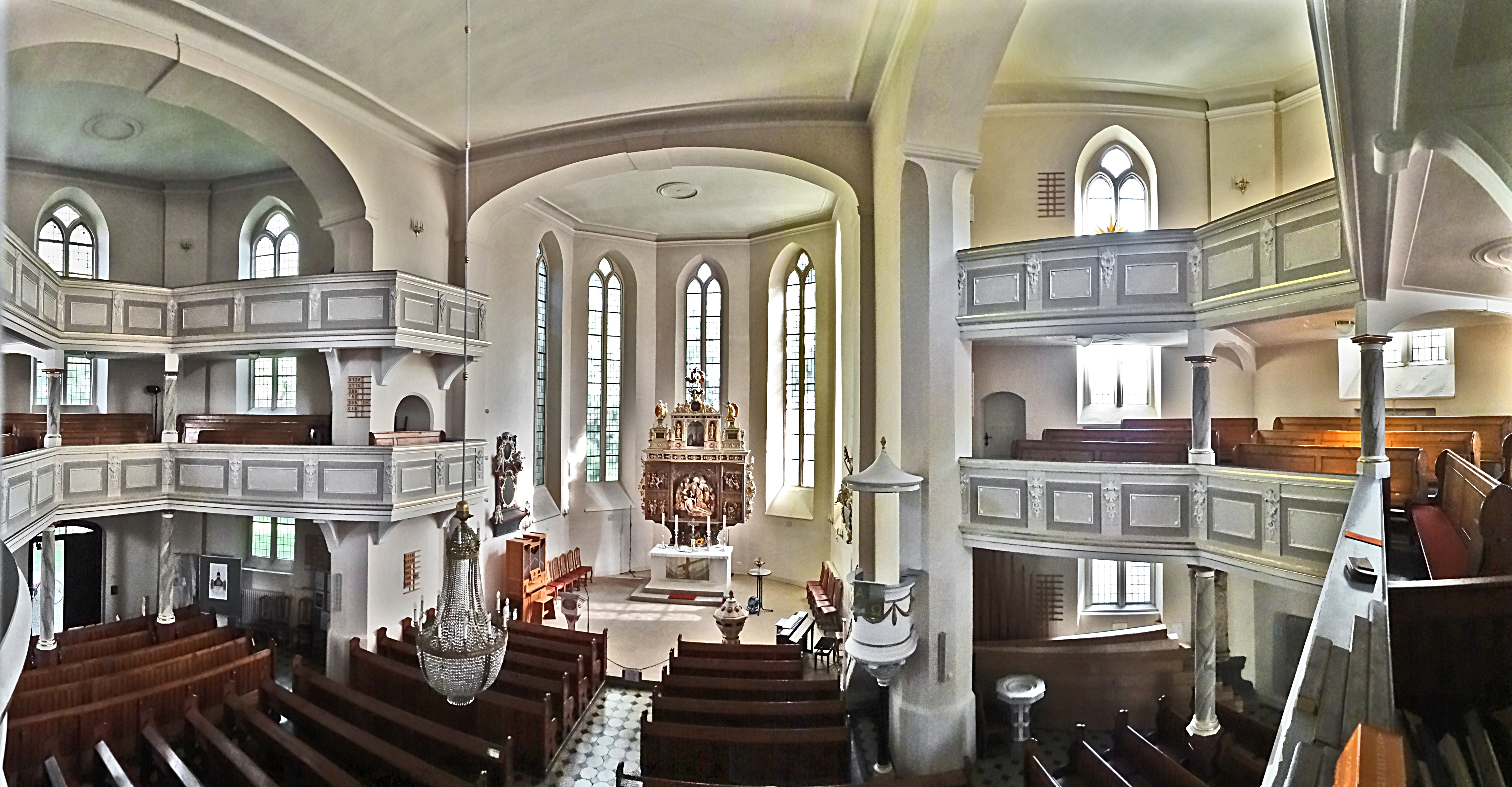
Innenansicht

## Geschichte
Die Lutherkirche ist die zweitälteste Kirche in Plauen. Ihr Grundstein wurde am 24. August 1693 gelegt. Sie führt den Beinamen Bartholomäuskirche, da der 24. August der Todestag des Apostels Bartholomäus ist. Es dauerte 29 Jahre bis zur Kirchweihe am 10. Dezember 1722. Lange Zeit war sie die Friedhofskirche von Plauen. Direkt daneben lag der 1548 angelegte Friedhof (Gottesacker), der 1679 erweitert und 1899, nach Errichtung eines neuen Friedhofes, säkularisiert wurde. 
Anfangs diente sie nur der Abhaltung der Leichenpredigten und regelmäßig jährlich wiederkehrenden Legatpredigten, 1813 nach der Völkerschlacht bei Leipzig als Lazarett. 1834 gab es eine Orgelweihe für die „Bäcker Herold ... am 15. April 1832 1.000 Taler legiert, seine Witwe die fehlenden 350 Taler freudig hinzufügt.“
Von 1840 bis 1861, nachdem sie sich einen eigenen Raum geschaffen hatten, diente die Gottesackerkirche den Katholiken in Plauen als Stätte für ihren Gottesdienst.
1877/78 wurde die Kirche renoviert und ein neues Geläut beschafft.

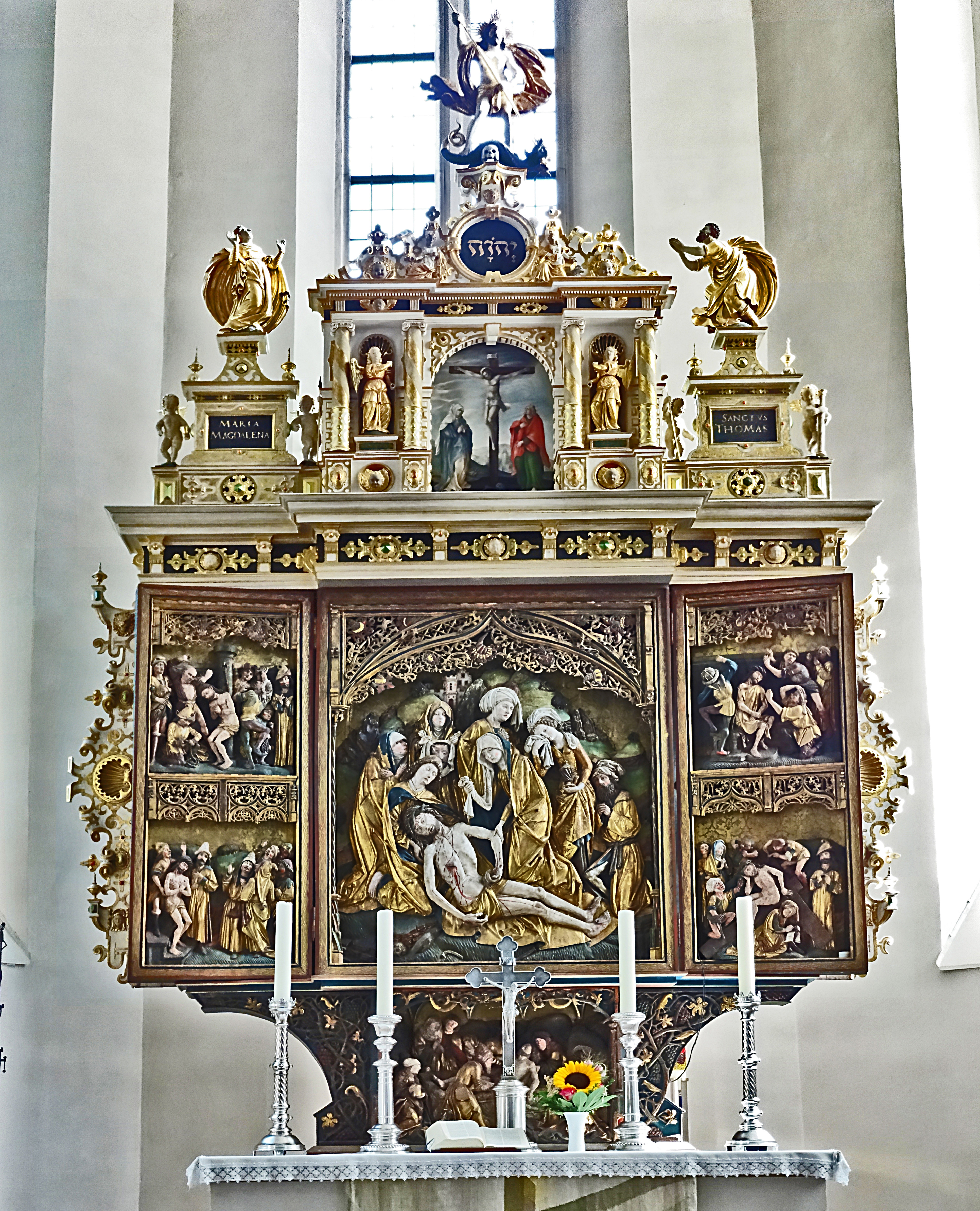
Spätgotischer Flügelaltar

Ihren heutigen Namen erhielt sie zum 400. Jubiläum der Geburt des Reformators 1883 (vorher Gottesackerkirche). Mit der Gründung der Luthergemeinde, durch die Parochialteilung am 3. April 1893, wurde sie Pfarrkirche der Luthergemeinde in Plauen.
1900 erfolgte eine weitere bauliche Erneuerung, bei der die Kirche auch ein neues, „würdigeres“ Geläut erhielt.
Bemerkenswert ist der spätgotische Flügelaltar, der um 1495 entstanden ist (in der Spätrenaissance erweitert) eines Erfurter Meisters. Er befand sich ursprünglich in der Thomaskirche zu Leipzig und gelangte als Geschenk des Leipziger Stadtrates zur Kirchweihe 1722 nach Plauen. Der Altar war im Zweiten Weltkrieg zum Schutz vor den Bombenangriffen ausgelagert worden.
In den Jahren 2008 bis 2010 wurde der Innenraum der Kirche saniert; auch der einsturzgefährdete Kirchturm wurde von Grund auf renoviert. Abgeschlossen wurden die Arbeiten im Dezember 2010 durch drei neu Glocken der Glockengießerei Grassmayr aus Innsbruck, die größtenteils durch Spenden finanziert wurden.
Bekannt wurde die Kirche vor allem in der Zeit der politischen Wende 1989. An einem Seitenportal, direkt gegenüber dem Rathaus, wurden hunderte Kerzen aufgestellt, die zum friedlichen Protest aufriefen. Noch heute sind die Flecken des Wachses an den Stufen des Seiteneingangs sichtbar, der seitdem den Namen Kerzenportal trägt. Zum zehnten Jahrestag der Demonstrationen wurde dort eine Gedenktafel angebracht.
Andreas Gräßer ist seit September 2005 als Pfarrer tätig.

## Orgeln
Die erste Orgel in der ohne Orgel eingeweihten Lutherkirche war ein gebrauchtes Instrument aus Oberlosa, einem heute zu Plauen eingemeindeten Vorort. Über dieses Instrument ist  nicht viel bekannt. Die zweite Orgel war das erste für die Lutherkirche gebaute Instrument, das 1834 erbaut wurde. Es stammte von dem Leipziger Orgelbaumeister Johann Gottlob Mende und verfügte über 23 Register, die auf zwei Manuale und Pedal verteilt waren. 1884 erfolgte eine Umdisponierung durch Robert Barth und 1901 eine Erweiterung durch Emil Müller. Dieses Instrument wurde 1926 durch die dritte Orgel, ein hochromantisches Instrument der Dresdener Firma Jehmlich im Mende-Gehäuse, ersetzt. Das pneumatische Kegelladen-Instrument hatte drei Manualwerke. Im Zweiten Weltkrieg erlitt es Schäden und wurde notdürftig repariert und erhalten.
Im Jahre 1979 wurde die Orgel klanglich und technisch im Sinne des Neobarock durch Johannes Schubert (Dresden) verändert. Seitdem lautete die Disposition wie folgt:
| I Hauptwerk C–a3 |             |       |
| 1.               | Pommer      | 16′   |
| 2.               | Prinzipal   | 8′    |
| 3.               | Oktave      | 4′    |
| 4.               | Quinte      | 2 ⁄3′ |
| 5.               | Oktave      | 2′    |
| 6.               | Mixtur IV–V |       |
| 7.               | Trompete    | 8′    |

| II Schwellwerk C–a3 |                |       |
| 8.                  | Quintadena     | 16′   |
| 9.                  | Prinzipal      | 8′    |
| 10.                 | Rohrgedackt    | 8′    |
| 11.                 | Oktave         | 4′    |
| 12.                 | Nachthorn      | 4′    |
| 13.                 | Rohrquinte     | 2 ⁄3′ |
| 14.                 | Oktävlein      | 2′    |
| 15.                 | Sifflet        | 1′    |
| 16.                 | Sesquialter II |       |
| 17.                 | Scharff IV     |       |
| 18.                 | Krummhorn      | 8′    |
|                     | Tremulant      |       |

| III Manual C–a3 |                 |        |
| 19.             | Rohrflöte       | 8′     |
| 20.             | Spitzflöte      | 4′     |
| 21.             | Flötenprinzipal | 2′     |
| 22.             | Terz            | 1 3⁄5′ |
| 23.             | Zimbel III      |        |
|                 | Tremulant       |        |

| Pedal C–f1 |                       |     |
| 24.        | Prinzipalbaß          | 16′ |
| 25.        | Subbaß                | 16′ |
| 26.        | Oktavbaß              | 8′  |
| 27.        | Choralbaß             | 4′  |
| 28.        | Italienisch Prinzipal | 2′  |
| 29.        | Posaune               | 16′ |

- Koppeln:
  - Normalkoppeln: II/I, III/I, III/II, I/P, II/P, III/P
  - Suboktavkoppeln: II/I, III/I
  - Superoktavkoppeln: III/II, III/III
- Spielhilfen: 3 freie Kombinationen, Generalkoppel, Druckregister ab, Koppeln ab

Durch Verschleiß und Umbauten war dies Instrument zunehmend in schlechtem Zustand und nicht mehr erhaltungswürdig. Am 30. Januar 2021 wurde die alte Orgel im Gottesdienst verabschiedet und im Februar/März 2021 rückgebaut. Zuvor war in einem jahrelangen Entscheidungsprozess der Entschluss gefasst worden, der Lutherkirche zu ihrem 300. Kirchweihtag 2022 ein neues Orgelwerk zu schenken.
Damit begannen Pläne zum Bau der vierten Orgel. Der historische Mende-Prospekt ist denkmalgeschützt. Dahinter soll das neue Orgelwerk mit mechanischer Spieltraktur eingebaut werden. Ziel ist, dass das neue Instrument auch klanglich-stilistisch zum alten Gehäuse passen soll. Das Konzept ist damit auf die Musik des 18. und 19. Jahrhunderts ausgerichtet. Die neue Orgel soll über 38 klingende Register auf zwei Manualen und Pedal sowie vier Transmissionen ins Pedal verfügen. Nach Einholung von Angeboten von vier ausgewählten sächsischen Orgelbauern erhielt das Unternehmen Vogtländischer Orgelbau Thomas Wolf den Auftrag. Als Interimsinstrument wurde das Meisterstück von Orgelbaumeister Thomas Wolf, ein Positiv mit 4 Registern, im Altarraum aufgestellt.
Durch eine große Zuwendung der Ostdeutschen Sparkassenstiftung und der Sparkasse Vogtland kam es Ende 2021 zu einer Ausweitung des Orgelprojekts. Bei gleicher Registerzahl wurde das Konzept von zwei auf drei Manuale erweitert: Die ersten beiden Manuale orientieren sich an der frühromantischen Klangwelt der Mende-Orgel. Ergänzend tritt ein drittes Manualwerk als hochromantisch disponiertes Schwellwerk hinzu. Dafür wurden die Kegelladen der rückgebauten Jehmlich-Orgel von 1926 restauriert. Im Zuge dieser Restaurierung ergab sich, dass in einer dieser Laden die Transmission eines Registers ins Pedal angelegt war. Somit weist die Orgel ohne Vergrößerung nun 44 statt 45 Registerzüge auf.
Das von Jehmlich veränderte und umgesetzte Gehäuse wurde im Januar/Februar 2022 an den ursprünglichen Ort der Mende-Orgel zurückgeführt. Statt des Jehmlich-Untergehäuses wurde ein neues Untergehäuse im Sinne von Mende mit mittigem Spieltisch rekonstruiert. Die Spielanlage weist eine mechanische Spieltraktur mit optionaler elektrischer Koppelunterstützung auf. Die Registeransteuerung wird elektrisch über eine zeitgemäße Setzeranlage von Otto Heuss erfolgen. 
Der aktuelle Spendenstand für das von einem Freundeskreis unterstützte „Jahrhundertprojekt Orgel 2022“ beträgt 564.025,34 Euro (Stand: 31. Januar 2022). Geplant ist, die neue Orgel zum 300. Kirchweihfest im Herbst 2022 mit folgender Disposition einzuweihen:
| I Hauptwerk C–a3 |                |         |
| 1.               | Bordun         | 16′     |
| 2.               | Prinzipal      | 08′     |
| 3.               | Rohrflöte      | 08′     |
| 4.               | Flöte          | 08′     |
| 5.               | Viola di Gamba | 08′     |
| 6.               | Oktave         | 04′     |
| 7.               | Gemshorn       | 04′     |
| 8.               | Quinte         | 02 ⁄3′  |
| 9.               | Oktave         | 02′     |
| 10.              | Terz           | 01 3⁄5′ |
| 11.              | Mixtur IV      |         |
| 12.              | Trompete       | 08′     |
| 13.              | Unda maris     | 08′     |

| II Oberwerk C–a3 |             |       |
| 14.              | Gedackt     | 8′    |
| 15.              | Quintatön   | 8′    |
| 16.              | Prinzipal   | 4′    |
| 17.              | Rohrflöte   | 4′    |
| 18.              | Nasat       | 2 ⁄3′ |
| 19.              | Oktave      | 2′    |
| 20.              | Cornett IV  |       |
| 21.              | Mixtur III  |       |
| 22.              | Krummhorn 0 | 8′    |

| III Schwellwerk C–a3 |              |     |
| 23.                  | Gedackt      | 16′ |
| 24.                  | Prinzipal    | 08′ |
| 25.                  | Traversflöte | 08′ |
| 26.                  | Salicional   | 08′ |
| 27.                  | Vox celestis | 08′ |
| 28.                  | Salicet      | 04′ |
| 29.                  | Flöte        | 04′ |
| 30.                  | Waldflöte    | 02′ |
| 31.                  | Mixtur III   |     |
| 32.                  | Oboe         | 08′ |
| 33.                  | Clarinette   | 08′ |

| Pedal C–f1 |                         |         |
| 34.        | Prinzipalbass           | 16′     |
| 35.        | Subbass                 | 16′     |
| 36.        | Quintbass               | 10 2⁄3′ |
| 37.        | Oktave                  | 08′     |
|            | Gedacktbaß (= Nr. 1)    | 08′     |
|            | Cellobaß (= Nr. 5)      | 08′     |
|            | Octavbaß (= Nr. 6)      | 04′     |
| 38.        | Posaune                 | 16′     |
|            | Trompetenbaß (= Nr. 12) | 08′     |